# Moreirense Futebol Clube
Maillots
Actualités
Le Moreirense Futebol Clube, également appelé Moreirense FC, est un club portugais de football basé dans la Paroisse de Moreira de Cónegos (en) dans la municipalité de Guimarães, au Nord du Portugal.
Surnommés "Os verdes e brancos" (Les verts et blancs) ou encore "Os homens de Moreira de Conegos" (Les hommes de Moreira de Conegos), le club joue ses matchs à domicile au Parque Moreira de Conegos (en), doté d'une capacité de 6 000 places.
Le club est actuellement[Quand ?] présidé par Vitor Magalhaes et entrainé par Paulo Alves, il évolue depuis la saison 2023-2024 en première division portugaise.

## Historique
Le Moreirense Futebol Clube est créé le 1er novembre 1938. 
Lors de la saison 1999-2000, le club, qui évolue en deuxième division, réussit l'exploit d'atteindre les demi-finales de la Coupe du Portugal. 
Lors de la saison 2001-2002, le club termine champion de D2 portugaise et est promu en première division portugaise. 
Lors de la saison 2007-2008, le club parvient à atteindre les quarts de finale de cette même Coupe, alors que celui-ci évolue pourtant en troisième division.
Depuis la saison 2014-2015 et ce jusqu'à la saison 2021-2022, le Moreirense FC a évolué en D1 portugaise, période durant laquelle il a notamment remporté la Coupe de la Ligue portugaise le 29 janvier 2017 face au SC Braga, qui est le premier et seul titre majeur de son histoire. Le club obtint son meilleur classement en D1 portugaise lors de la saison 2018-2019 où il termine à la 6eme place du championnat mais échoue d'une place à se qualifier pour la phase de qualifications de l'UEFA Europa League. 
Lors de la saison 2021-2022, le club termine à la 16e place du championnat et doit passer par les play-offs face au GD Chaves afin de se maintenir au sein de l'élite du football portugais. Cependant, le Moreirense FC s'incline lors du match aller (0-2). Lors du match retour, l'ouverture rapide du score des Verts et Blancs à la 25e minute est porteuse d'espoir mais les joueurs ne parviennent pas à marquer de second but pour arracher la prolongation : ainsi, la victoire au match retour (1-0) est insuffisante, ce qui est alors synonyme de relégation.
Alors relégué en D2 portugaise qu'il avait quitté 8 ans auparavant, le club parvient néanmoins à réaliser une excellente saison 2022-2023 en décrochant son billet retour au sein de l'élite du football portugais et à finir également champion de deuxième division portugaise.

## Palmarès
- Coupe de la Ligue portugaise (1)
  - Vainqueur: 2017
- Championnat du Portugal de deuxième division (3)
  - Champion :  2002, 2014 et 2023

## Bilan saison par saison
| Saison    | I  | II | III | IV | V |
| 1995-1996 |    | 11 |     |    |   |
| 1996-1997 |    | 14 |     |    |   |
| 1997-1998 |    | 11 |     |    |   |
| 1998-1999 |    | 12 |     |    |   |
| 1999-2000 |    | 16 |     |    |   |
| 2000-2001 |    |    | 1   |    |   |
| 2001-2002 |    | 1  |     |    |   |
| 2002-2003 | 12 |    |     |    |   |
| 2003-2004 | 9  |    |     |    |   |
| 2004-2005 | 16 |    |     |    |   |
| 2005-2006 |    | 13 |     |    |   |
| 2006-2007 |    |    | 3   |    |   |
| 2007-2008 |    |    | 8   |    |   |
| 2008-2009 |    |    | 3   |    |   |
| 2009-2010 |    |    | 1   |    |   |
| 2010-2011 |    | 7  |     |    |   |
| 2011-2012 |    | 2  |     |    |   |
| 2012-2013 | 15 |    |     |    |   |
| 2013-2014 |    | 1  |     |    |   |
| 2014-2015 | 11 |    |     |    |   |
| 2015-2016 | 12 |    |     |    |   |
| 2016-2017 | 15 |    |     |    |   |
| 2017-2018 | 15 |    |     |    |   |
| 2018-2019 | 6  |    |     |    |   |
| 2019-2020 | 8  |    |     |    |   |
| 2020-2021 | 8  |    |     |    |   |
| 2021-2022 | 16 |    |     |    |   |
| 2022-2023 |    | 1  |     |    |   |
| 2023-2024 | 6  |    |     |    |   |

## Personnaliés du club

### Anciens joueurs
- Nabil Ghilas
- Rafik Halliche
- João Ricardo
- Delfim
- João Duarte
- Jorge Duarte

### Effectif actuel
| N° | Nat.                 | Poste | Nom du joueur                 |
| -- | -------------------- | ----- | ----------------------------- |
| 3  | Drapeau du Brésil    | D     | Michel (en prêt de Palmeiras) |
| 7  | Drapeau de l'Espagne | A     | Cedric Teguia                 |
| 8  | Drapeau de la Serbie | M     | Mateja Stjepanović            |
| 10 | Drapeau du Portugal  | A     | Kiko Bondoso                  |
| 11 | Drapeau du Brésil    | M     | Alanzinho                     |
| 13 | Drapeau du Portugal  | G     | André Ferreira                |
| 16 | Drapeau du Portugal  | G     | Mika                          |
| 17 | Drapeau de l'Espagne | D     | Álvaro Martínez               |
| 19 | Drapeau de l'Espagne | A     | Joel Jorquera                 |
| 20 | Drapeau du Portugal  | M     | Benny                         |
| 21 | Drapeau de l'Espagne | M     | Rodri                         |

| No. | Nat.                        | Position | Nom du joueur       |
| --- | --------------------------- | -------- | ------------------- |
| 22  | Drapeau du Brésil           | G        | Caio Secco          |
| 26  | Drapeau du Brésil           | D        | Maracás             |
| 27  | Drapeau du Portugal         | D        | Francisco Domingues |
| 28  | Drapeau du Brésil           | M        | Guilherme Liberato  |
| 30  | Drapeau de l'Angleterre     | M        | Jimi Gower          |
| 44  | Drapeau du Brésil           | D        | Marcelo             |
| 66  | Drapeau de la Guinée-Bissau | D        | Gilberto Batista    |
| 76  | Drapeau du Portugal         | D        | Dinis Pinto         |
| 80  | Drapeau du Ghana            | M        | Lawrence Ofori      |
| 95  | Drapeau du Brésil           | A        | Guilherme Schettine |
| 99  | Drapeau du Brésil           | A        | Yan Maranhão        |